# 索洛涅地区苏万
索洛涅地区苏万（法語：Soings-en-Sologne，法語發音：[swɛ̃ ɑ̃ sɔlɔɲ]），或纯音译作苏万昂索洛涅，是法国卢瓦-谢尔省的一个市镇，属于罗莫朗坦-朗特奈区。

## 地理
索洛涅地区苏万（47°24'48"N, 1°31'30"E）面积35.3 平方千米，位于法国中央-卢瓦尔河谷大区卢瓦-谢尔省，该省份为法国中北部省份，北起厄尔-卢瓦省，东北接卢瓦雷省，东南接谢尔省，南至安德尔省，西南接安德尔-卢瓦尔省，西北接萨尔特省。
与索洛涅地区苏万接壤的市镇（或旧市镇、城区）包括：谢姆里、索洛涅地区方丹、索洛涅地区米尔、鲁茹、萨赛、索洛涅地区勒孔特鲁瓦。

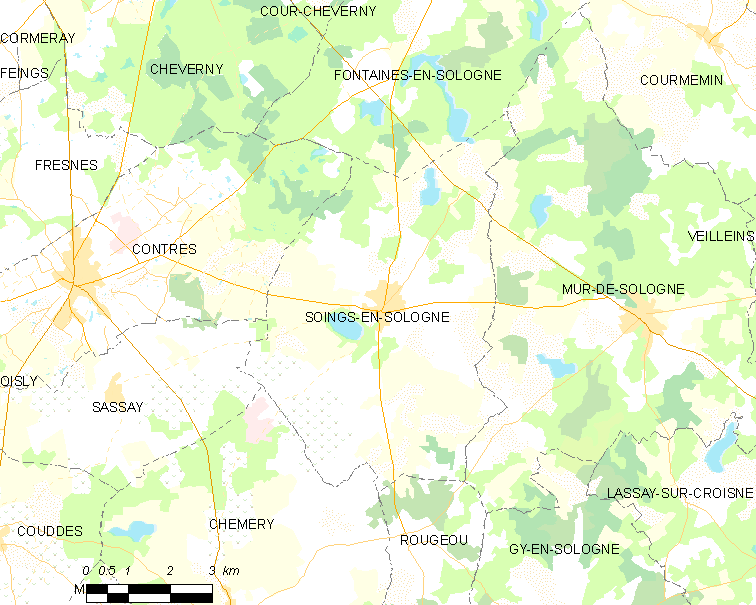
索洛涅地区苏万的OSM定位图

索洛涅地区苏万的时区为UTC+01:00、UTC+02:00（夏令时）。

## 行政
索洛涅地区苏万的邮政编码为41230，INSEE市镇编码为41247。

## 政治
索洛涅地区苏万所属的省级选区为圣艾尼昂县。

## 人口

1962-2008年间索洛涅地区苏万人口变化图示

索洛涅地区苏万于2022年1月1日时的人口数量为1570人。